# Leica III
Le Leica III est un appareil photo à mise au point télémétrique créé par Leica en 1933 et produit en parallèle avec le Leica II. Différentes variantes furent produites au cours des années avec des améliorations substantielles. C'est la dernière famille des Leica « à vis » (monture M39) remplacée par les Leica M en 1954.

Leica IIIf.

## Différentes variantes

### Leica III (Modèle F) 1933 - 1939

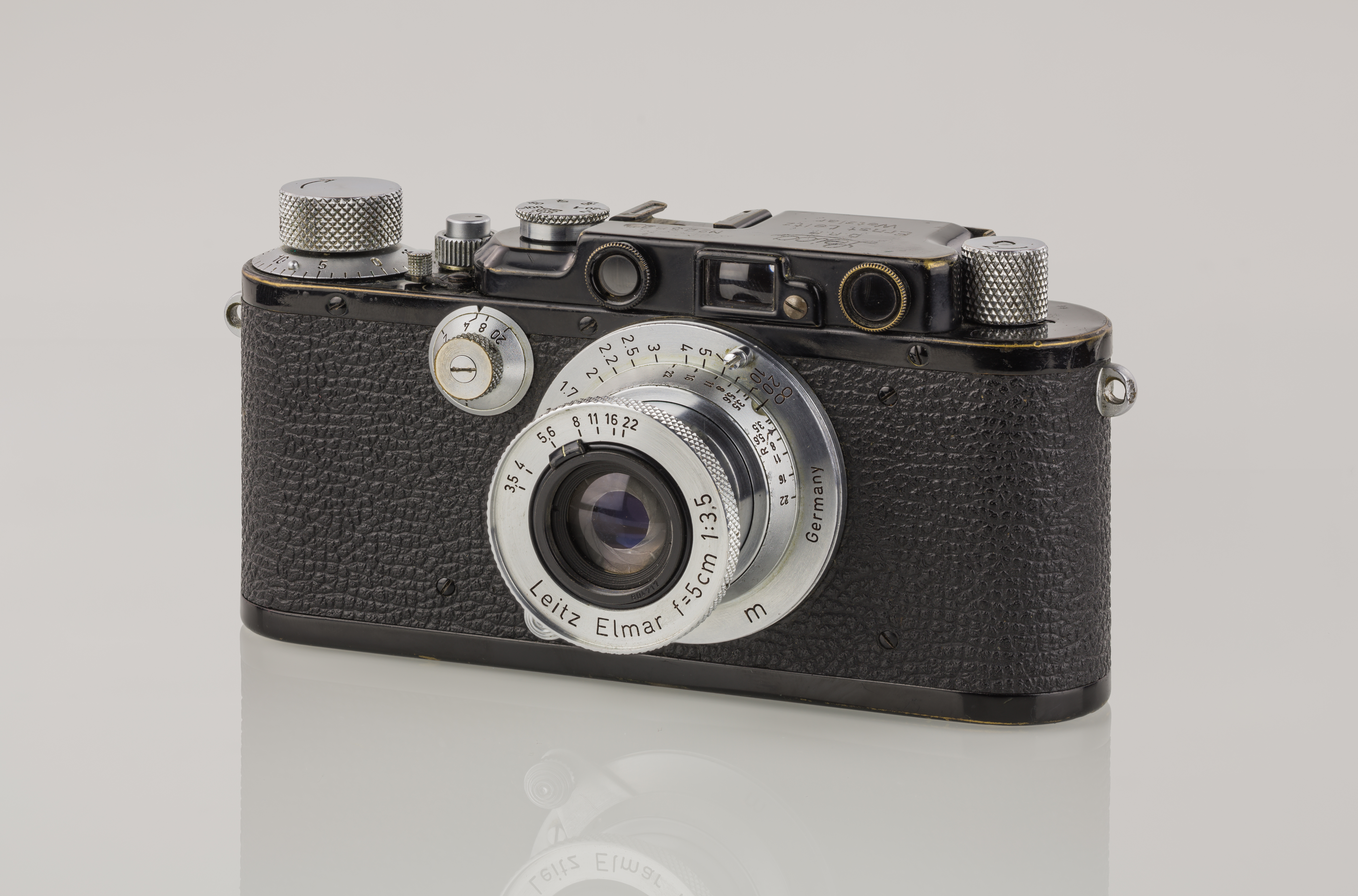
Leica III.

Ne doit pas être confondu avec le Leica IIIf. Le Leica III fait suite au Leica Standard (modèle E) et au Leica II (modèle D « Couplex »).
C'est un Leica II auquel a été greffé un module de vitesses lentes. Les vitesses sont réparties sur deux sélecteurs :
- sélecteur principal : 500, 200, 100, 60, 40, 30, 20–1, Z ;
- sélecteur en façade : 20, 8, 4, 2, 1, T.

Pour engager les vitesses lentes, il faut placer le sélecteur principal sur 20–1 et régler la vitesse souhaitée sur le sélecteur en façade.
Il marque également l'apparition du correcteur de dioptrie et des attaches de courroie sur le boîtier. Les inscriptions sont en allemand (auf - zu « ouvert - fermé » sous la semelle et Z « B » sur le sélecteur de vitesses rapides) et toutes gravées.
Les boîtiers étaient disponibles en laqué noir avec commandes nickelées ou en chromé avec commandes chromées. L'objectif était respectivement nickelé ou chromé.
Il était généralement accompagné d'un Elmar 50 mm 1:3.5 ou du Summar 50 mm 1:2. Produit à 81 791 exemplaires.

### Leica IIIa (modèle G) 1935 - 1948

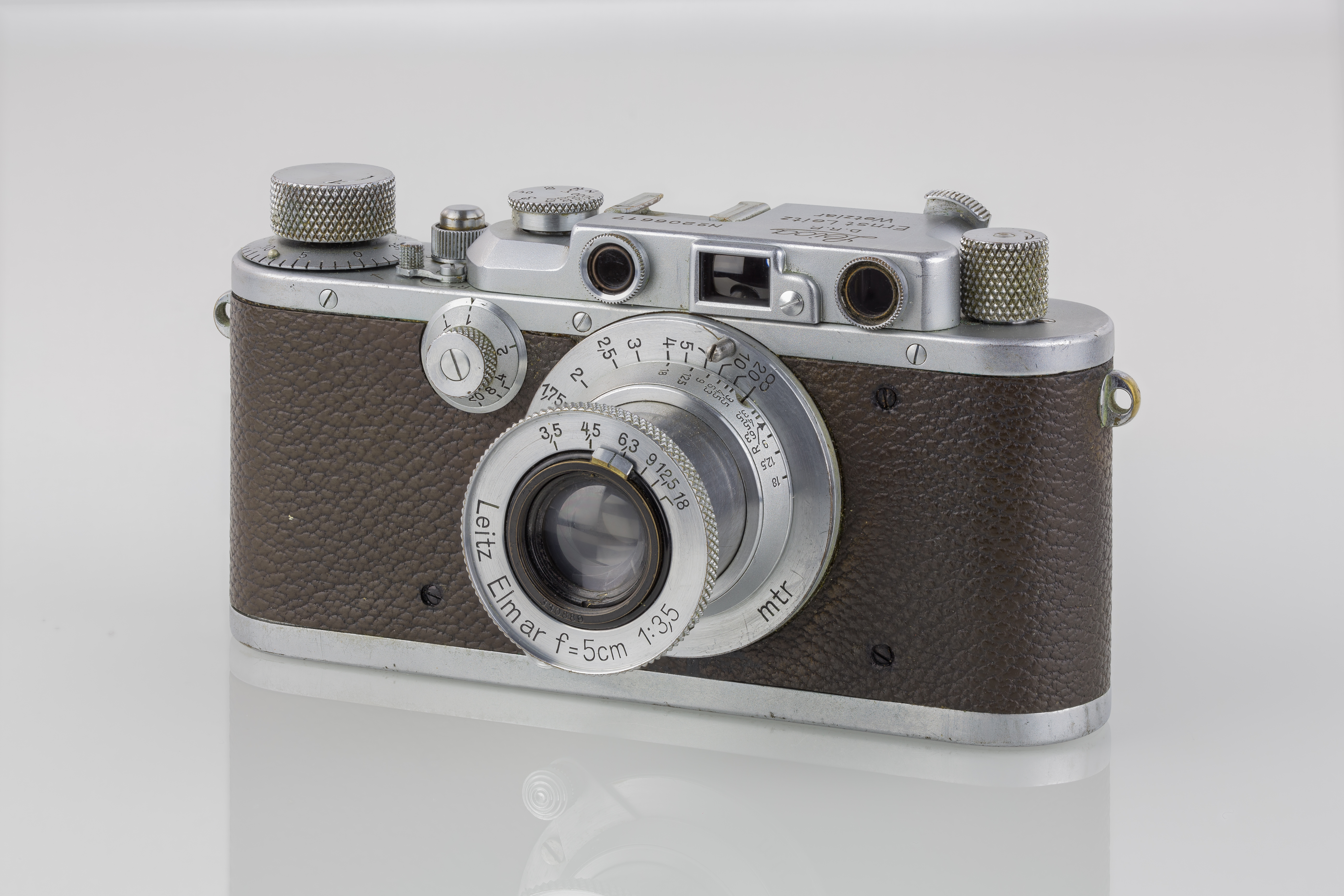
Leica IIIa.

Un Leica III dont l'obturateur se voit doté du 1000e de seconde.
Apparition du Leica Xenon 50 mm 1:1.5 comme possibilité d'objectif. Produit à 91 160 exemplaires dont 75 entre 1941 et 1947 et 750 entre 1947 et 1949.

### Leica IIIb 1938 - 1946
Les oculaires du télémètre et du viseur sont rapprochés pour être intégrés sur un seul « oculaire » ne demandant qu'un petit mouvement pour passer de l'un à l'autre.
Le correcteur dioptrique passe de l'oculaire du télémètre a une position concentrique au bouton de rembobinage. La griffe porte-accessoires se voir équipée de ressorts pour mieux tenir les divers accessoires.
Production : 30 850 dont 600 en 1946, aucun boîtier produit entre 1940 et 1946.

### Leica IIIc 1940 - 1951

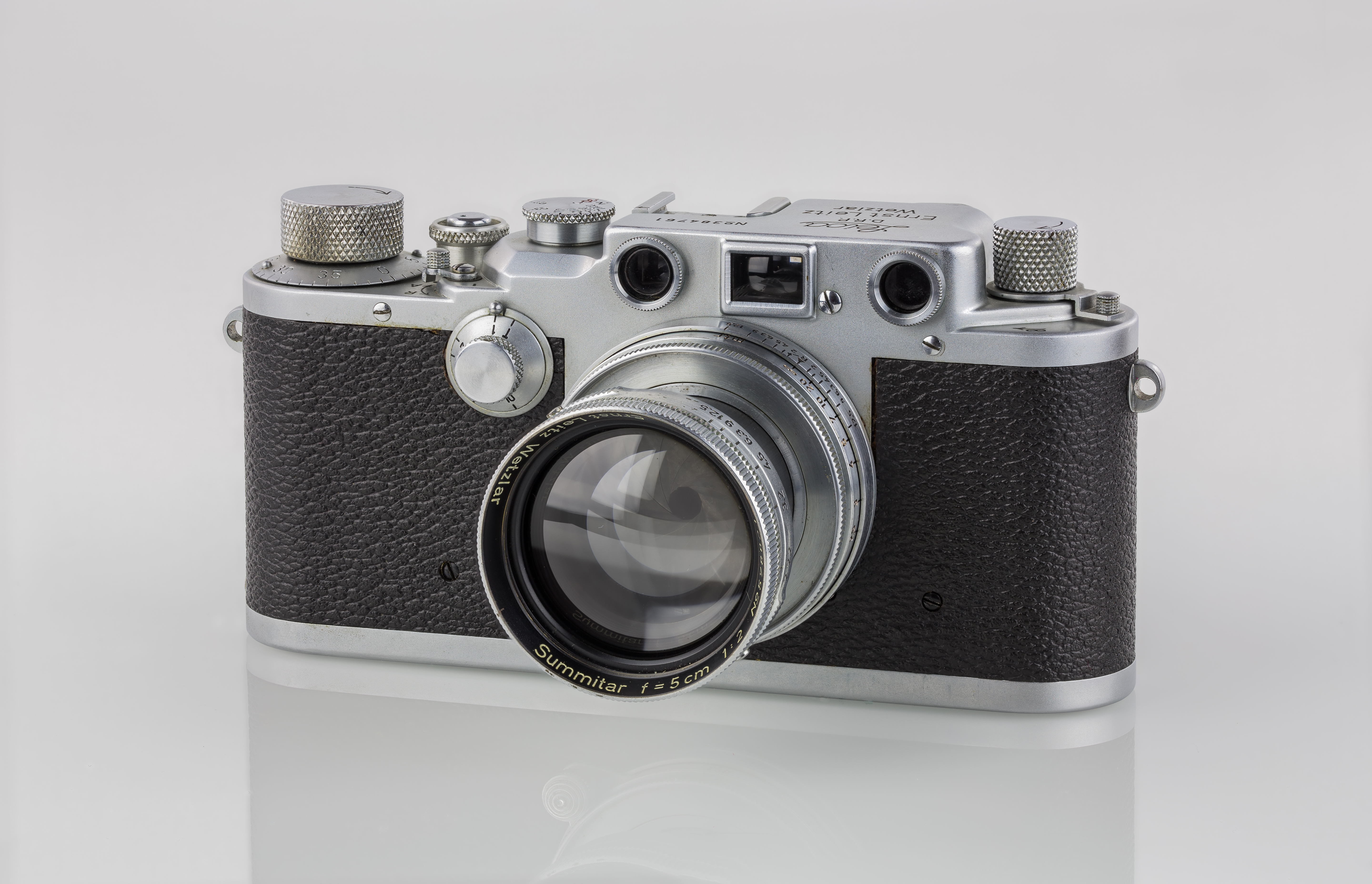
Leica IIIc.

Le Leica IIIc cache une profonde évolution de sa conception : le corps de l'appareil est coulé d'une pièce tandis que ses prédécesseurs étaient construits autour de la platine portant le déclencheur et les boutons d'avance et de rembobinage. L'appareil passe de 133 à 136 mm de long.